# Šokačka rapsodija
Šokačka rapsodija naziv je tamburaških koncerata koje izvodi Hrvatski tamburaški orkestar. Organizatori koncerata Šokačke rapsodije bili su od 2006. do 2012. udruga Šokadija Zagreb, 2015. Rotary klub Zagreb-Maksimir, a od 2021. udruga Šokačka rapsodija. 

## Osobitosti orkestra
Članovi orkestra dolaze iz cijele Hrvatske te iz hrvatskoga iseljeništva. Na prvih nekoliko koncerata članovi orkestra bili su i profesionalni tamburaši Hrvatske radiotelevizije te državnoga ansambla LADO. Glavni uvjet koji se postavlja pred svakog svirača je glazbeno obrazovanje za čitanje aranžmana koji se posebno pripremaju za svaki koncert te redovito sudjelovanje u pripremama koncerta koje traju po nekoliko mjeseci. 
Srž programa su slavonske skladbe i kola, no uz njih orkestar, koji je u međuvremenu dobio ime Hrvatski tamburaški orkestar, izvodi pjesme iz svih hrvatskih krajeva te obrade klasične glazbe, ali i pop i rock skladbi te ostalih glazbenih izričaja. Za orkestar pišu i aranžmane pripremaju glazbenici iz cijele Hrvatske, a do 2023. napisano je ili obrađeno više od dvije stotine skladbi. 
Koncerti Šokačka rapsodija utjecali su na osnivanje nekoliko manjih tamburaških orkestara kao i značajnije priznavanje tambure kao koncertnog glazbala u nastavnim programima Muzičke akademije u Zagrebu te Akademije za umjetnost i kulturu u Osijeku.

## Koncerti Šokačke rapsodije
11. svibnja 2006. Zagreb, Koncertna dvorana V. Lisinskog
Prvi koncert održan je u povodu 95. obljetnice društva zagrebačkih Slavonaca Šokadija-Zagreb. Bio je koncert najvećeg tamburaškog orkestra u kojem je sviralo 160 tamburaša iz 12 gradova. Uz orkestar nastupio je Zbor Hrvatske radiotelevizije, ženska pjevačka skupina Trešnjevčanke, te solistice na orguljama i čemabalu. 
Dirigenti: Siniša Leopold, Božo Potočnik, Mihael Ferić, Veljko Valentin Škorvaga i Stjepan Fortuna.
22. svibnja 2007. Zagreb, Koncertna dvorana V. Lisinskog
Na drugom koncertu orkestar je činilo 122 tamburaša iz 16 gradova. 
Dirigenti: Siniša Leopold, Božo Potočnik, Mihael Ferić, Veljko Valentin Škorvaga, Stjepan Fortuna, Željko Bradić i Domagoj Jukić. 
6. svibnja 2008. Zagreb, Koncertna dvorana V. Lisinskog
Uz 92 svirača iz 19 hrvatskih gradova izabranih na audiciji orkestru su pridruženi profesionalni tamburaši iz Tamburaškog orkestra HRT-a i Ansambla narodnih  plesova i pjesama LADO, te tri posebna gosta - dvojca iz Uzlopa u Gradišću i jedan iz Liegea. Time je orkestar narasao na 120 tamburaša.
Treću Šokačku rapsodiju dirigirali su: Siniša Leopold, Veljko Valentin Škorvaga, Stjepan Fortuna i Zlatko Farszky.
12. svibnja 2009. Zagreb, Koncertna dvorana V. Lisinskog
U četvrtoj Šokačkoj rapsodiji zasviralo je 103 tamburaša. Te većeri koncertom je proslavljen upis orkestra u Guinness-ovu knjigu rekorda kao najveći tamburaški orkestar na svijetu. 
Dirigenti: Siniša Leopold, Veljko Valentin Škorvaga i Stjepan Fortuna.
1. lipnja 2010. Zagreb, Koncertna dvorana V. Lisinskog
Orkestru i glazbenom producentu Branku Meglajcu na početku koncerta uručeni su Porini.  
Dirigenti: Božo Potočnik, Mihael Ferić, Veljko Valentin Škorvaga, Stjepan Fortuna, Zlatko Farszky i Marijan Makar.
3. travnja 2011. Zagreb, Koncertna dvorana V. Lisinskog - Šokačka rapsodija u povodu 100. rođendana Šokadije Zagreb
Koncertu su nazočili predsjednik Republike Hrvatske Ivo Josipović i ministar kulture Jasen Mesić. Povelja Republike Hrvatske dodijeljena je udruzi Šokadija Zagreb za izniman doprinos u promociji i zaštiti hrvatske, posebice šokačke kulturne i etnografske baštine. Rođendanski koncert odsvirala su 144 tamburaša.
Dirigenti: Mihael Ferić, Veljko Valentin Škorvaga, Stjepan Fortuna, Zlatko Farszky i Marijan Makar.
18. ožujka 2012. Zagreb, Koncertna dvorana V. Lisinskog
Uz orkestar nastupili su: ženske pjevačke skupine Đakovčanke i Druge iz Osijeka, muške pjevčke skupine Šokačka grana iz Osijeka i Baće iz Tenja. Solisti su bili: Antonija Lisičak, Goran Hlebec, Željko Jelić, Robert Nikolić, Marko Sesar, Krunoslav Dražić, Željko Ergotić, Hrvoje Ban, Damir Butković.
Dirigenti: Mihael Ferić, Marina Kopri, Slaven Batorek, Damir Butković
29. rujna 2015. Zagreb, Koncertna dvorana V. Lisinskog
Rujanski koncert u organizaciji Rotary kluba Zagreb-Maksimir bio je humanitaran za stradale u velikoj poplavi koja je pogodila županjsku Posavinu. Dirigenti: Marijan Makar i Damir Butković
19. travnja 2022. Zagreb, Koncertna dvorana V. Lisinskog
Koncert najvećih tamburaških hitova i šokačkih kola, najljepših Kićinih pop i rock pjesama te nekoliko svjetskih hitova, od Beatlesa do can-cana i čardaša. Posebni gosti koncerta bili su Mia Dimšić, Bruna Oberan-Bošković, Marko Tolja, Pero Galić, Alen Đuras, Ante Gelo te Alan Bjelinski.
Dirigenti: Damir Butković, Marko Sesar i Alan Bjelinski
26. ožujka 2023. Zagreb, Koncertna dvorana V. Lisinskog
Uz Hrvatski tamburaški orkestar nastupili su gosti: Amira Medunjanin, Vlatka Kopić-Tena, Dino Jelusić i Mirko Švenda-Žiga. Koncert je započeo sa Slavonijo, najljepša zemlja si ti, a završio s „Kad tambure zašute”, spletom pjesama za sjećanje na Stipu Bogutovca. 
Dirigenti: Damir Butković, Marko Sesar i Alan Bjelinski

## Koncerti Hrvatske tamburaške rapsodije
14. svibanj 2009. Beč, Wiener Konzerthaus
Koncert Hrvatske tamburaške rapsodije bila je međunarodna premijera u kojoj je prvi put veliki tamburaški orkestar zasvirao na koncertnom podiju Wiener Konzerthausa.
Dirigenti su bili Siniša Leopold, Veljko Valentin Škorvaga i Stjepan Fortuna.
17. svibnja 2010. Budimpešta, Muveszetek Palotaja
Drugi međunarodni nastup održan je u budimpeštanskoj Palači umjetnosti. U publici je bio gotovo cijeli diplomatski kor akreditiran u Mađarskoj, kao i pokrovitelji ministar kulture Republike Hrvatske i gradonačelnik Grada Zagreba Milan Bandić. 
Dirigenti su bili Božo Potočnik, Mihael Ferić, Veljko Valentin Škorvaga, Stjepan Fortuna, Zlatko Farszky i Marijan Makar.

## Nagrade i priznanja
- 2010. Diskografska nagrada Porin za najbolji album (CD) koncert Šokačke rapsodije iz 2009.

## Diskografija
- 2006. Šokačka rapsodija 160 tamburaša (Šokadija Zagreb)
- 2007. Šokačka rapsodija 100 tamburaša (Šokadija Zagreb, Orfej, HRT)
- 2008. Šokačka rapsodija 100 tamburaša (Šokadija Zagreb, Orfej, HRT)
- 2009. Šokačka rapsodija Zagreb - Kroatisce Tamburizza Rhapsodie Beč (Šokadija Zagreb)
- 2010. Hrvatska tamburaška rapsodija 100 tamburaša (Šokadija Zagreb)

## Vanjske poveznice
- Šokačka rapsodija 2024.